# مجموعه تاریخی سنگ بست
مجموعه تاریخی سنگ بست مربوط به دوران‌های تاریخی پس از اسلام است و در شهرستان فریمان، بخش مرکزی، روستای سنگ‌بست واقع شده و این اثر در تاریخ ۱۵ دی ۱۳۱۰ با شمارهٔ ثبت ۱۶۴ به‌عنوان یکی از آثار ملی ایران به ثبت رسیده‌است.